# 张育军
张育军（1963年5月—2021年8月29日），四川什邡人，经济学博士、法学博士。曾任中国证券监督管理委员会主席助理、党委委员，曾被业界认为是金融领域的创新改革派人物。
2015年9月16日，张育军嫌严重违纪正接受组织调查。2017年7月21日张育军被“双开”。同年9月15日被采取强制措施。

## 生平
- 1995年5月任中国证券监督管理委员会办公室副主任。
- 1995年10月任深圳证券交易所副总经理。
- 1997年11月任中国证券监督管理委员会副秘书长，1998年6月兼任外事部主任，同年10月任政策研究室副主任。
- 1999年6月任深圳证券监管办公室主任，2000年8月兼任深圳证券交易所总经理。2001年9月任深圳证券交易所党委副书记、总经理。
- 2008年2月任上海证券交易所总经理。
- 2012年8月任中国证券监督管理委员会党委委员。同年9月任中国证券监督管理委员会主席助理。